# 清洲島登陸戰
清洲島登陸戰是国共两军之间于1950年5月19日至20日的一场戰役，地點是廣東省萬山群島的清洲島（今称牛頭島，当时称“小清洲”对应今清洲岛），而這場戰役也是中華民國海軍陸戰隊首次執行「逆登陸作戰」的戰役。

## 背景
1950年4月，中華民國海軍陸戰隊第二旅第四團第一營，奉令移防珠江口外的萬山群島。海軍總司令部於南山衛（今桂山岛）成立「粵南防衛司令部」，以海軍第三艦隊司令齊鴻章代將兼任防衛司令，另以陸戰隊第二旅第四團副團長何恩廷任參謀長，負責指揮陸上戰鬥。
国军为诱使解放军出海并歼灭于海上，将第三舰队隐蔽在垃圾尾岛港湾内，封锁海面上的来往船只并散布撤兵的消息。解放军万山群岛战役指挥员、第131师师长刘永源于5月18日命令第392团参谋长张学海及一营营长滕驻乡带着第三连一个加强排乘“普罗号”汽船出海进行武装侦察。“18日晚，普罗号在垃圾尾海面来回游弋，敌军不露声色。数小时侦察均无结果，部队只好驶回驻地休整，准备次日再来。”

## 战斗经过
国军记载：5月19日，中国人民解放军以一個加強連利用夜暗登陸清州島（南山衛島西北方）。陸上指揮官何恩廷上校決定趁解放军在清州島立足未穩之際，派遣陸戰隊予以殲滅。乃令陸戰隊第四團第一營營長李季成以一個加強連組成登陸部隊，在第三連連長李子明率領下，由海軍小艇運送至清州島實施逆登陸。登陸清洲島後，島上解放军負隅頑抗，與國軍形成對峙。李季成營長遂親率特種兵器排（排長曹正綱）增援清州島。翌日將島上解放军肅清，結束清州島戰鬥。
解放军记载：5月19日上午第392团参谋长张学海及二营营长滕驻乡带部分连干、一个加强排共48人乘“普罗号”汽船出海侦察。张学海回忆：“当普罗号绕过牛头岛时，突然与敌军一艘炮艇相遇，双方立即互射机枪。敌艇逃离不远后又折回挑衅。由于我对敌情判断失误，认为牛头岛上并无敌军防守，便命令部队离船登陆牛头岛。”解放军登上牛头岛制高点时，瞭望发现垃圾尾港内停泊了很多军舰，几艘大舰一面炮击一面向牛头岛驶来。张学海即令人回师部报告，但船未起航便被国军击毁。国民党军舰炮猛烈轰岛，登岛的陆战队人多势众，三次冲锋后，解放军只能分散防守，最后被歼灭。参战干部有：
- 三连副连长金志
- 三连指导员郑凤元
- 四连副连长白金荣
- 一排副排长徐景明
- 二排排长孟兴发

## 结果及影响
戰果計俘獲中国人民解放军第四十四軍第一三一師第三九二團連長金浩以下一百七十三人，其中有排长以下二十四人投降；擊斃第392團參謀長兼督戰官張學海、营长郭慶隆等三百餘人。（郭慶隆为解放军第392团副团长，5月25日指挥桂山号强行登陆垃圾尾，该舰几乎所有海陆军人员牺牲。）
解放军方面认为，80余人登岛作战，最后只有5人生还：
- 王家顺登岛后就受了重伤，与10多名重伤员被战友抬放进一个山洞，避开了敌人的炮火。但洞口后来被国军炮火炸塌的碎石掩埋。坚持了11天后，被解放军后续登岛部队“从土里刨了出来”，但只有王家顺一人存活下来。王家顺的立功簿中记载：“牛头岛战斗中勇敢杀敌，被围困山上十多天受尽饥寒，始终克服，始终意志坚定。”
- 团参谋长张学海与警卫员刘福和在乱石草莽中攀爬，与部队失散。天降大雨，在草丛中找到一个山洞躲避。被后来登岛的解放军战士找到。
- 营长滕驻乡弹尽后跳海自尽，被涨潮海水冲回岸边岩洞里，直到5月29日被救回。
- 第四连副连长白金荣

## 外部連結
- 清洲島登陸戰鬥 （页面存档备份，存于）.海軍陸戰隊資訊網
- 決勝南山衛島 （页面存档备份，存于）